# 235750 Leahroberson
235750 Leahroberson è un asteroide della fascia principale. Scoperto nel 2004, presenta un'orbita caratterizzata da un semiasse maggiore pari a 2,548515 UA e da un'eccentricità di 0,193158, inclinata di 5,606206° rispetto all'eclittica. Ha un diametro di 1,433 km e un'albedo di 0,260.